# MSRA
MSRA (англ. Methionine sulfoxide reductase A) – білок, який кодується однойменним геном, розташованим у людей на короткому плечі 8-ї хромосоми. Довжина поліпептидного ланцюга білка становить 235 амінокислот, а молекулярна маса — 26 132.
| 10         |  | 20         |  | 30         |  | 40         |  | 50         |
| ---------- |  | ---------- |  | ---------- |  | ---------- |  | ---------- |
| MLSATRRACQ |  | LLLLHSLFPV |  | PRMGNSASNI |  | VSPQEALPGR |  | KEQTPVAAKH |
| HVNGNRTVEP |  | FPEGTQMAVF |  | GMGCFWGAER |  | KFWVLKGVYS |  | TQVGFAGGYT |
| SNPTYKEVCS |  | EKTGHAEVVR |  | VVYQPEHMSF |  | EELLKVFWEN |  | HDPTQGMRQG |
| NDHGTQYRSA |  | IYPTSAKQME |  | AALSSKENYQ |  | KVLSEHGFGP |  | ITTDIREGQT |
| FYYAEDYHQQ |  | YLSKNPNGYC |  | GLGGTGVSCP |  | VGIKK      |  |            |

A: Аланін

C: Цистеїн

D: Аспарагінова кислота

E: Глутамінова кислота

F: Фенілаланін

G: Гліцин

H: Гістидин

I: Ізолейцин

K: Лізин

L: Лейцин

M: Метіонін

N: Аспарагін

P: Пролін

Q: Глутамін

R: Аргінін

S: Серин

T: Треонін

V: Валін

W: Триптофан

Кодований геном білок за функцією належить до оксидоредуктаз. 
Задіяний у таких біологічних процесах, як ацетилювання, альтернативний сплайсинг. 
Локалізований у цитоплазмі, ядрі, мембрані, мітохондрії.